# Bruce Grobbelaar
Bruce David Grobbelaar (ur. 6 października 1957 w Durbanie, Związek Południowej Afryki) – zimbabwejski piłkarz, reprezentant kraju, grający na pozycji bramkarza. Występował m.in. w Vancouver Whitecaps, Crewe Alexandra, Liverpool F.C., Stoke City, Southampton F.C., Plymouth Argyle F.C., Oxford United, Sheffield Wednesday, Oldham Athletic, Chesham United, Bury F.C., Lincoln City oraz Northwich Victoria. Jego największym sukcesem było zdobycie z Liverpoolem Pucharu Europy w 1984.
Z osobą Grobbelaara wiąże się masa anegdot. W jednym ze spotkań przy stanie 5–0 dla Liverpoolu Bruce podszedł do kibica „The Reds” i wziął od niego parasolkę. Wrócił na bramkę i do końca meczu stał na bramce pod parasolem, gdyż tego dnia była straszna ulewa.
Zasłynął tańcem na linii bramkowej podczas rzutów karnych w finale Pucharu Europy 1984. Podobny do tego taniec „skopiował” także Jerzy Dudek podczas słynnego finału Ligi Mistrzów 2005 Liverpool – A.C. Milan. Po tych anegdotach nikogo nie zdziwi powiedzenie Grobbelaara, że „bramkarz, aby być dobrym musi mieć coś z idioty”. Słynął nie tylko umiejętnościami bramkarskimi, ale także wprost niewiarygodnym poczuciem humoru.
Był uczestnikiem wojny rodezyjskiej (zmobilizowany został jako 18-latek), o traumatycznych przeżyciach z tego okresu wspominał dopiero po zakończeniu kariery. Zawsze jednak podkreślał, że jest Rodezyjczykiem i z tego powodu u szczytu formy, nie grał w żadnej reprezentacji, gdyż Rodezja nie mogła brać udziału w żadnych rozgrywkach z powodu rasizmu, a po przekształceniu jej w niepodległe Zimbabwe uchwalono tam prawo pozbawiające obywatelstwa osoby mające paszporty brytyjskie, a Grobbelaar taki paszport również miał. Dopiero w 1992 r. przepis ten zniesiono i Grobbelaar w wieku 35 lat zgłosił natychmiast gotowość gry w reprezentacji Zimbabwe – zdążył rozegrać w niej jeszcze 32 mecze.